# 조트 네크라소프
조트 일리치 네크라소프(러시아어: Зот Ильич Некрасов, 우크라이나어: Зот Ілліч Некрасов 조트 일리치 네르카소우[*], 1908년 1월 8일(율리우스력으로는 1907년 12월 26일) ~ 1990년 12월 1일)는 소련의 강철, 금속공학 분야 공학자이다.

## 생애
1908년 1월 8일(율리우스력으로는 1907년 12월 26일)b러시아 제국 타브리다 현(현재의 우크라이나)에 위치한 멜리토폴에서 러시아인 철도 노동자 가문의 아들로 태어났으며 1930년에는 드니프로페트롭스크 금속공학회를 졸업했다. 그가 집필한 연구 논문은 용광로 이론과 관련이 있다.
제2차 세계 대전이 발발한 이후에는 러시아 마그니토고르스크로 대피했으며 1942년에는 부교수로 채용되었다. 마그니토고르스크, 니즈니타길, 노보쿠즈네츠크에서 금속공학자를 지도했고 종전 이후에는 드니프로페트롭스크(현재의 우크라이나 드니프로) 금속공학회 활동에 전념했다. 1950년에는 박사 학위를 받았고 1952년부터 1976년까지 연구소 소장으로 개발했다. 그의 금속공학 연구는 철광석을 녹이는 새로운 금속공학 기술을 발견하면서부터 국제적인 인정을 받았다.
수년 동안 소련에서 철강 산업과 관련된 위원회, 과학위원회 위원으로 활동했으며 스위스 제네바에 위치한 유엔 유럽 경제위원회 산하 제철 철강 위원회의 위원장을 역임했다. 소련 정부로부터 사회주의 노동영웅, 레닌 훈장을 받았고 1961년에는 우크라이나 소비에트 사회주의 공화국 과학원 회원으로 임명되었다.
1971년부터 1978년까지 우크라이나 소비에트 사회주의 공화국 과학원 산하 드니프로페트롭스크 과학 센터의 원장을 역임했다. 1990년 12월 1일 드니프로페트롭스크에서 사망했으며 드니프로페트롭스크에 위치한 자포로제 기념 묘지에 안치되었다.